# Spital und Spitalkirche Weil der Stadt

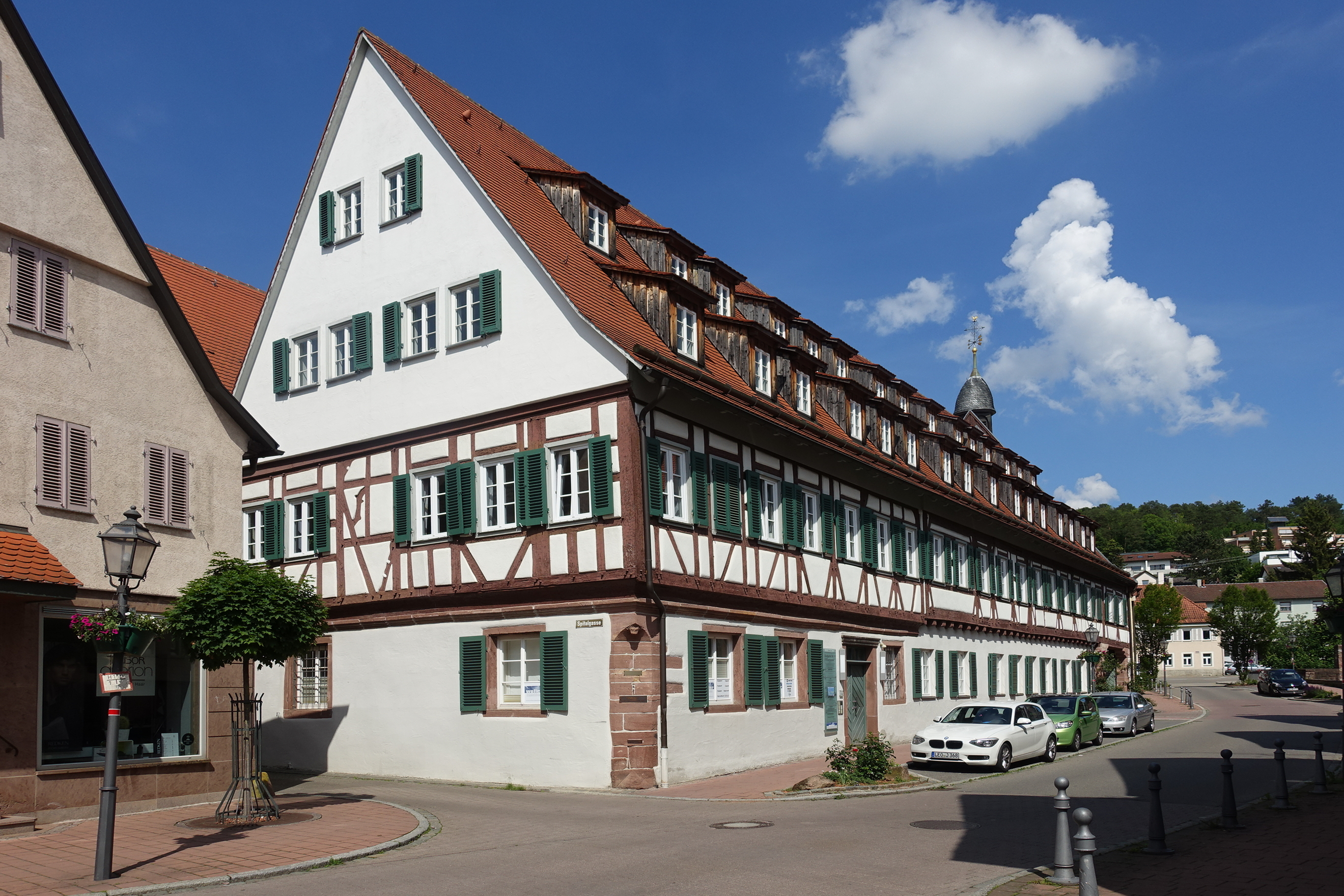
Ehemaliges Spital Weil der Stadt

Das Ensemble aus Spital und Spitalkirche in Weil der Stadt ist ein unter Denkmalschutz stehender Komplex aus mehreren, in verschiedenen Epochen entstandenen Gebäuden.

## Spital
Das ehemalige Spital ist ein Kulturdenkmal gemäß § 28 des Denkmalschutzgesetzes. Das Gebäude ist ein das Stadtbild prägendes Zeugnis für die Geschichte von Weil der Stadt.

### Geschichte
In einer Urkunde von 1358 wird erstmals die Stiftung für das „künftige Spital zu Weil“ erwähnt. Wie die meisten mittelalterlichen Spitäler liegt auch dasjenige in Weil der Stadt an der Stadtmauer. Aus hygienischen Gründen wurde das Wasser des Flusses Wurm benötigt. Das Spital besitzt die Mutter Gottes als Schutzpatron. Typisch für mittelalterliche Spitäler wurden sowohl Fremdlinge als auch Arme, Alte und Waisen beherbergt, ferner Kranke gepflegt. Beim Spital konnten sich Bürger durch eine Stiftung zur Pflege im Alter einkaufen, sie speisten nicht mit den Armen, denn ihr Essen war von besserer Qualität. Für ansteckende Krankheiten unterhielt das Spital außerhalb der Stadtmauer ein eigenes Siechenhaus. Der Besuch der Heiligen Messe in der Spitalkapelle war Pflicht, wer sie absichtlich versäumte, wurde mit Entzug des Essens bestraft. Beim großen Stadtbrand 1648 wurde das Spital verschont. Seine Funktionen erfüllte das Spital bis 1953, als das neue Bürgerheim am Heinrichsberg seinen Betrieb aufnahm.

### Baubeschreibung
Das in Ecklage stehende, zweigeschossige Spitalgebäude hat ein gemauertes, verputztes Erdgeschoss und ein unverputztes, leicht überstehendes Obergeschoss in Fachwerk. Die zwei Ebenen des Dachgeschosses unter einem Satteldach sind mit Schleppgauben versehen. Laut dendrochronologischer Datierung wurde das heutige Gebäude 1477 neu erbaut. Dieser Gebäudeteil besitzt noch sogenanntes alemannisches Fachwerk. 1588 wurde der Gebäudekomplex um Neubauten nach Nordwesten erweitert. Hierzu zählt auch die Scheune im Norden des Komplexes, die im 20. Jahrhundert erneuert wurde. Ebenso gehört in diese Periode der große östliche Fachwerkbau. Spätere Jahrhunderte ließen den Spitalkomplex weitgehend unberührt. 1995 zerstört ein Gebäudebrand die gesamte Dachkonstruktion samt Giebel. 1999 erfolgten Umbau und Instandsetzung.

## Spitalkapelle
An der Südostecke des mächtigen, um einen großen Hof gelagerten Spitalkomplexes steht die Kapelle „Zu Unserer Lieben Frau“, ein Kulturdenkmal gemäß § 28 Denkmalschutzgesetz. Sie ist samt Ausstattung für die Geschichte von Weil der Stadt ein herausragendes Zeugnis und prägt am östlichen Stadteingang das Stadtbild.

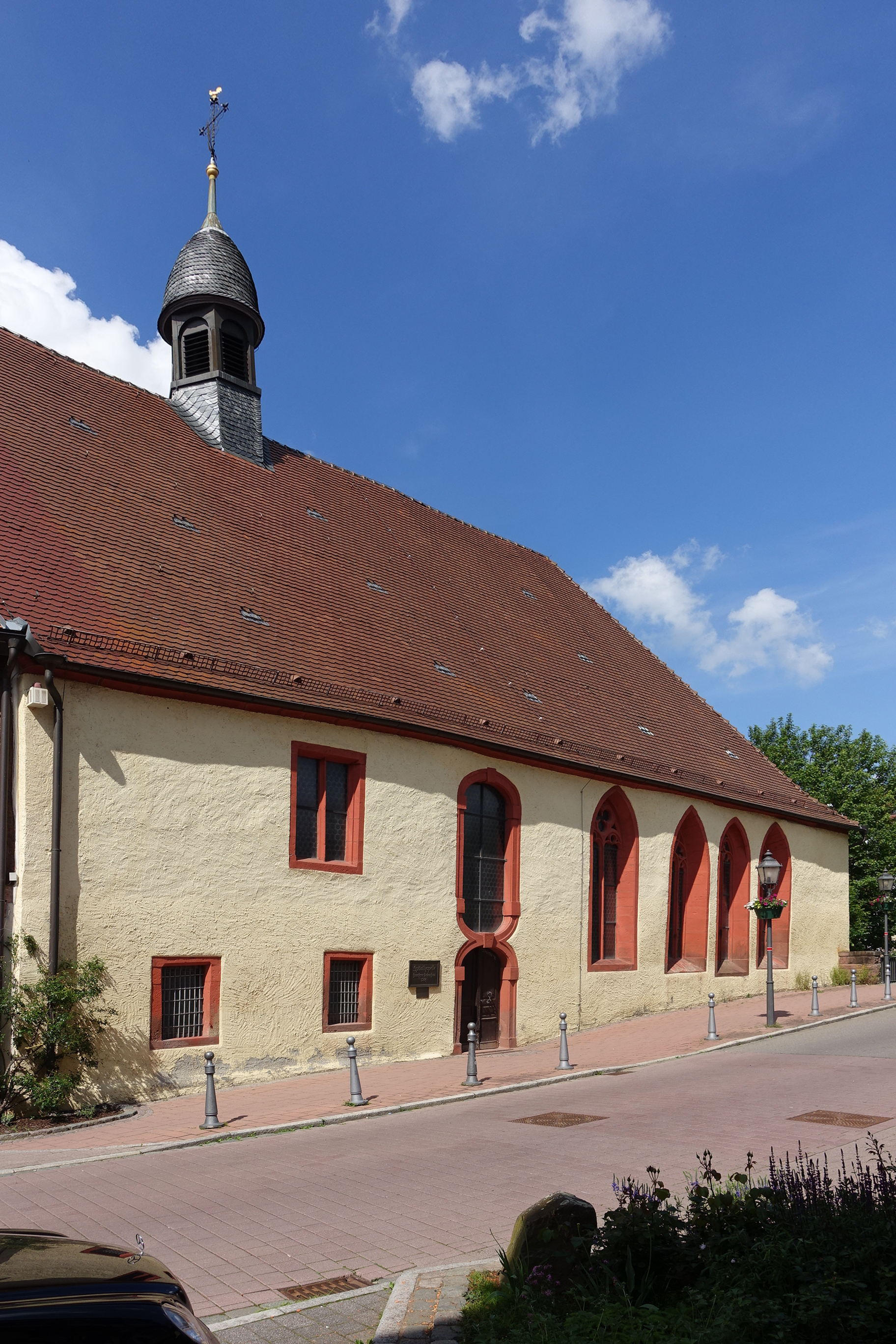
Spitalkapelle Weil der Stadt

### Geschichte
Der Gründungsbau mitsamt drei Altären und dem Kirchfriedhof wurde am Gallustag 1364 vom Weihbischof aus Speyer eingeweiht. Er wurde später vielfach verändert. Eine Erneuerung erfolgte in der zweiten Hälfte des 15. Jahrhunderts. Spätere Renovierungen haben am Bau selbst nicht viel verändert, lediglich Fensterverglasung, Inneneinrichtung und Bemalung der Wände wurden erneuert, zuletzt umfassend 1977/78. Nach dem Brand des angebauten Spitalgebäudes 1995 erfolgte 1996 eine Renovierung des Dachstuhls.

### Baubeschreibung
Die Hallenkirche über rechteckigem Grundriss ist massiv gemauert. Die Außenwände sind verputzt. Nach oben sind die drei Dachgeschossebenen mit einem Satteldach bedeckt, nach Osten ist es abgewalmt. Bekrönt wird es mit einem Dachreiter. Ganz ursprünglich sind nur zwei Spitzbogen- und zwei Rechteckfenster zur Stuttgarter Straße hin und das massive Mauerwerk der Kapelle. 1747/48 wurde das barocke Portal mit dem darüber liegenden ovalen Fenster geschaffen. Die Ostwand war früher in die Stadtmauer integriert, sie blieb fensterlos. Erst als die Befestigung der Stadt nicht mehr erforderlich war, erhielt sie schlichte Fenster. Die Fenster des Chores wurden 1945 bei der Sprengung der Spitalbrücke zerstört, sie wurden nach einem Entwurf von Karl Josef Huber farbig verglast.
Nochmals überformt wurde die Kapelle 1826. Die Kassettendecke im Inneren wurde erst 1953 eingefügt, als die alte Decke aus Stuck irreparable Schäden zeigte.

### Ausstattung
Das älteste erhaltene Stück ist das 1977 wiederentdeckte Arma-Christi-Fresko aus dem 14. Jahrhundert an der Nordwand des Kirchenschiffs. Dem Ende des 15. Jahrhunderts entstammt der spätgotische Hochaltar. Sein Schrein enthält die Sippe Mariens. Im Zentrum thront Maria. Ursprünglich handelte es sich um einen Flügelaltar. Die früher vorhandenen Seitenflügel gingen verloren.
1747/48 wurde die Kapelle barock umgestaltet. Auch der Altar wurde barockisiert. 1953/54 wurde der Originalzustand des Altars weitgehend wieder hergestellt.
Die beiden Seitenaltäre links und rechts des Chorbogens wurden anlässlich der Renovierung 1747/48 geschaffen.
Auf dem linken Altar sind Figuren der Apostel und Evangelisten aufgestellt, auf dem rechten die Vierzehn Nothelfer.
Hinter dem barocken Orgelprospekt befindet sich seit 1983 eine Orgel mit 8 Registern.